# Perilampsis decellei
Perilampsis decellei är en tvåvingeart som beskrevs av Munro 1969. Perilampsis decellei ingår i släktet Perilampsis och familjen borrflugor.
Artens utbredningsområde är Elfenbenskusten. Inga underarter finns listade i Catalogue of Life.